# モントルー-ヴヴェ-リヴィエラ交通Bhe2/4形電車

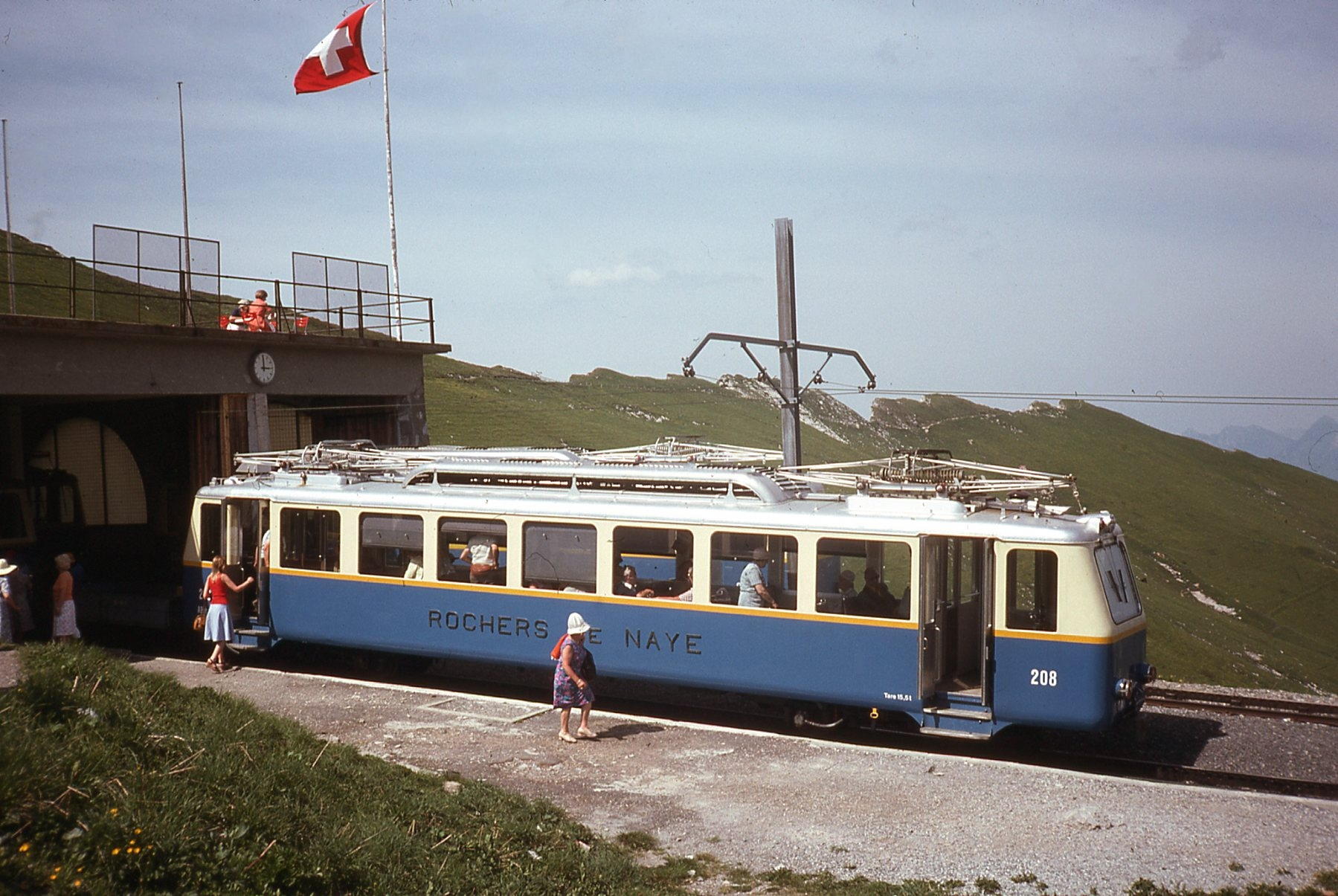
Bhe2/4 208号機、ロシェ・ド・ネー駅、1978年

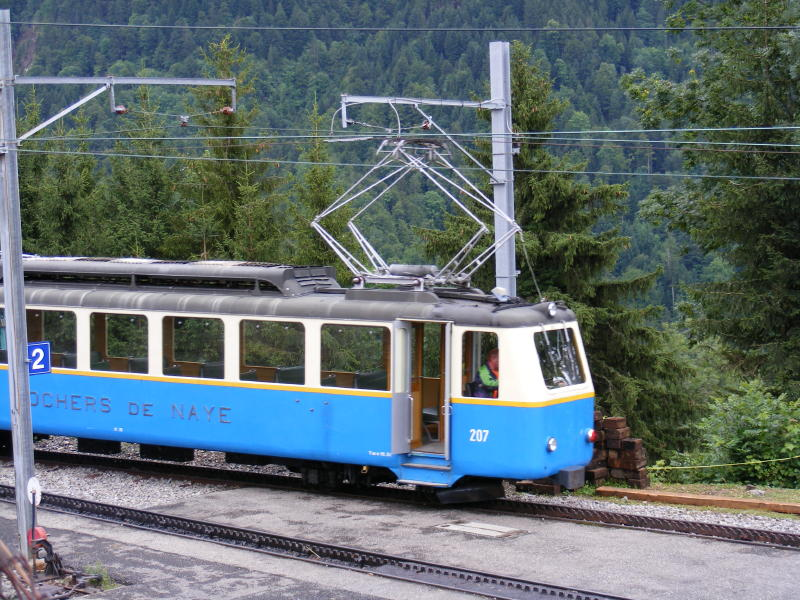
Bhe2/4 207号機、コー駅、2008年

モントルー-ヴヴェ-リヴィエラ交通Bhe2/4形電車(モントルー-ヴヴェ-リヴィエラこうつうBhe2/4がたでんしゃ)は、スイス西部の私鉄であるモントルー-ヴヴェ-リヴィエラ交通（Transports Montreux-Vevey-Riviera (MVR)）で使用される山岳鉄道用ラック式電車である。なお、本機はBChe2/4形として製造されたものであるが、1956年の称号改正によりABhe2/4形となり、その後1等室を2等室に変更してBhe2/4形となったものである。

## 概要
スイス西部レマン湖畔のモントルーから標高2042mのロシェ・ド・ネー山の山頂近くまで登る800mm軌間、ラック式の登山鉄道であるモントルー-ヴヴェ-リヴィエラ交通の通称モントルー-テリテ-グリオン-ロシェ・ド・ネー線は、山頂側のグリオン - ロシェ・ド・ネー間がレマン湖畔のテリテからのケーブルカーに接続する形でグリオン-ロシェ・ド・ネー鉄道によって1892年に開業し、モントルー - グリオン間はその後 1909年に、モントルー-グリオン鉄道という別の鉄道会社によって1909年に開業しており、前者が蒸気機関車牽引の列車で、後者は直流750V電化で電気機関車牽引の列車により運行されていた。
その後1938年にはグリオン-ロシェ・ド・ネー鉄道も直流850Vで電化され、モントルー-グリオン鉄道と同じく直流750Vから850Vに昇圧されて一体として運行されることとなり、両鉄道に導入された機体が本項で述べるBChe2/4形（後のBhe2/4形）電車である。当時製造されていたラック式の電車は1905年製のマルティニ・シャトラール鉄道のABDeh4/4 1...15形電車や1908年製のモンテイ-シャンペリ-モルジャン鉄道のBCFeh4/4 1...6形に端を発する木鉄合造車体の中型のラック式の電車であったが、本形式は1930年代に本線用の軽量高速電車用や路面電車用に開発されていた軽量台車や台車装荷方式の小型高速回転の主電動機による駆動方式などの新技術をラック式の小型電車にも導入したものであり、1930-50年代に SLMとBBCが製造した、2軸ボギー台車にコンパクトにまとめた小型高速回転の電動機とラック式もしくは粘着式/ラック式の駆動装置を組み込んだ動軸2軸で定格出力150-250kWの小出力のラック式電車のシリーズである。このシリーズは本形式のほか、エーグル-レザン鉄道、ベー-ヴィラー-ブルタユ鉄道にも導入されており、いずれも類似の車体デザインで、主電動機を1台車あたり1台装荷して片側軸を駆動する2軸ボギー式鋼材組立台車を装備し、単行での運転を基本としたものであった。
本形式はグリオン-ロシェ・ド・ネー鉄道が電化に際して201-205号機の5機を導入し、その後1966年にかけて207-208号機が増備されたほか、接続するモントルー-グリオン鉄道でも同一仕様で206号機を1947年に導入している。各気体の機番、SLM製造番号、製造年、製造所は下記のとおり、導入後の推移は下表のとおりである。
| 製造時形式/機番 | SLM製番 | 製造時所属 | 製造所  | 製造年 | 称号改正 →ABhe2/4形 | 1等室廃止/形式変更 →Beh2/4形 | 所属変更 GN/MGI→MGN | 所属変更 MGN→MTGN | 所属変更 MTGN→MVR | 廃車年    |
| --------------- | ------- | ---------- | ------- | ------ | ------------------- | ---------------------------- | ------------------- | ----------------- | ----------------- | --------- |
| BChe2/4 201     | 3680    | GN         | SLM/BBC | 1938年 | 1956年              | 198X年                       | 1987年              | 1992年            | 2001年            | 2011年5月 |
| BChe2/4 202     | 3681    | GN         | SLM/BBC | 1938年 | 1956年              | 198X年                       | 1987年              | 1992年            | 2001年            | 2007年4月 |
| BChe2/4 203     | 3682    | GN         | SLM/BBC | 1938年 | 1956年              | 198X年                       | 1987年              | 1992年            | 2001年            | -         |
| BChe2/4 204     | 3683    | GN         | SLM/BBC | 1938年 | 1956年              | 198X年                       | 1987年              | 1992年            | 2001年            | -         |
| BChe2/4 205     | 3684    | GN         | SLM/BBC | 1938年 | 1956年              | 198X年                       | 1987年              | 1992年            | 2001年            | 2007年4月 |
| BChe2/4 206     | 3939    | MGI        | SLM/BBC | 1947年 | 1956年              | 198X年                       | 1987年              | 1992年            | -                 | 2000年4月 |
| BChe2/4 207     | 3976    | GN         | SLM/BBC | 1949年 | 1956年              | 198X年                       | 1987年              | 1992年            | 2001年            | -         |
| ABhe2/4 208     | 4521    | GN         | SLM/BBC | 1966年 | -                   | 198X年                       | 1987年              | 1992年            | 2001年            | 2007年4月 |

## 仕様

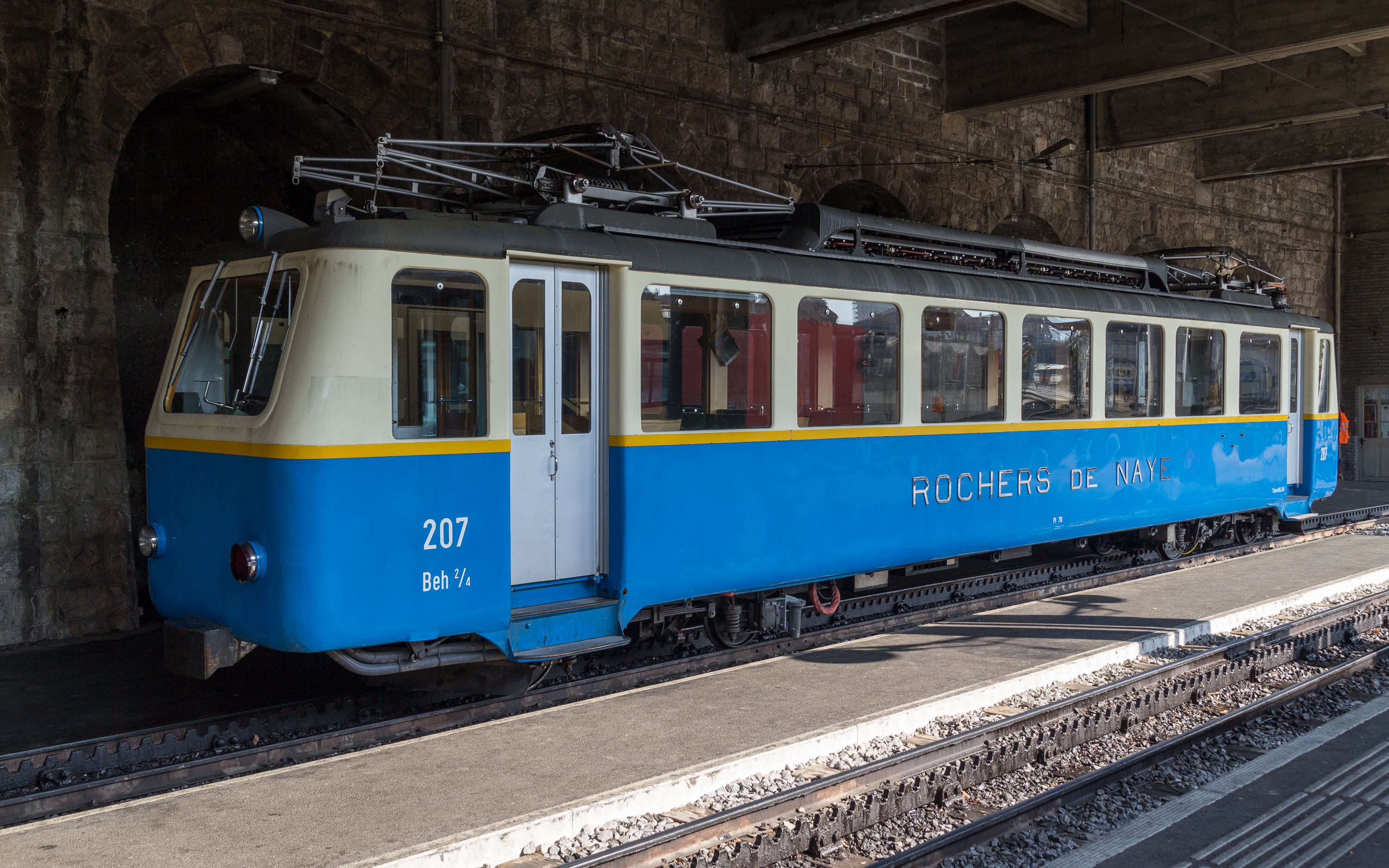
モントルー駅に停車中のBhe2/4 207号機、2011年

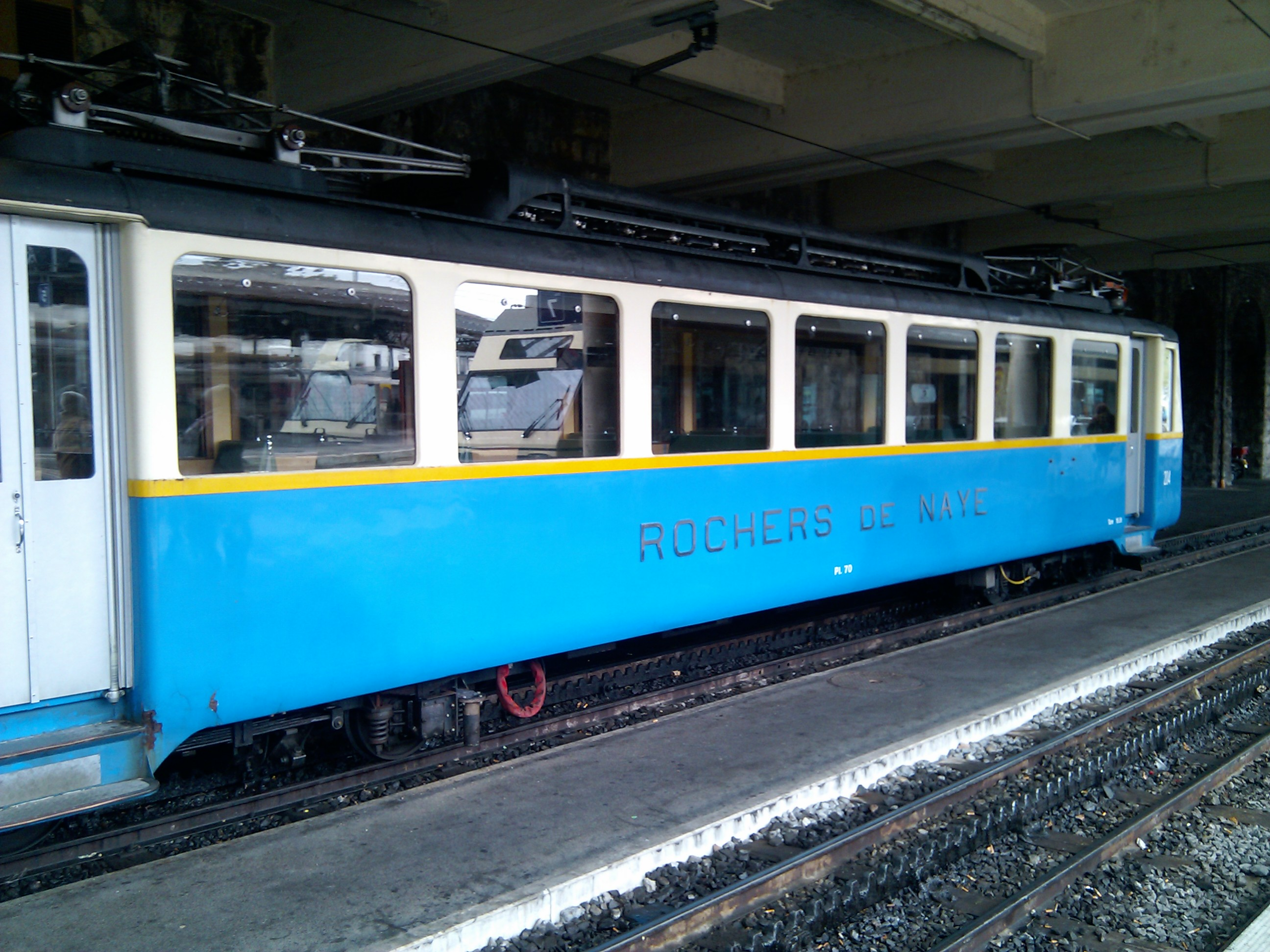
モントルー駅に停車中のBhe2/4 204号機、2010年

留置されるBhe2/4 203号機、HGe2/2 3号機、Bhe2/4形

### 車体
- 車体は両運転台式で、同時期に同じSLMで製造された他のスイス向けの電車と類似の丸みを帯びたスタイルの軽量構造の鋼製車体で、側面窓下や車体裾部になど型帯が入るものとなっている。先頭部は上半部が後方に傾斜した形状、正面は大型の一枚窓で中央上部と下部左右に小型の円形の前照灯と標識灯が設置されている。連結器はフック式の簡易なもので、車体の正面下部中央に連結受とともに設置されており、両先頭の台車先端部には小型のスノープラウが設置されている。なお、製造ロットによって形態に若干の差異があり、正面窓は201-206号機のものは下側の角部がR無し、上側の角部がR付のもの、207号機のものは四隅がR付で縁取りがついたもの、208号機のものは四隅がR付でゴムとクロームメッキの金属枠がついたものとなっている。また、203号機の後位側（山頂側）台枠端部は貨物列車の牽引のため鋼材で補強されているほか、機体によって連結器の形状が異なるものも存在する。
- 車体内は前位側から長さ2135mmの運転室および乗降デッキ、1600mmの1等室（称号改正前の2等室、8700mmの2等室（称号改正前の3等室）、2135mmの運転室および乗降デッキの構成で、窓扉配置は1D16D1（運転室窓-乗降扉-1等室窓-2等室窓-乗降扉-運転室窓）となっている。客室窓は幅1200mm、高さ900mmの大型下降窓、乗降扉は開口幅640mmの両開式外開戸で乗降口には2段のステップが設置されているほか、各室間に窓および開戸付の仕切壁が設置されている。なお、1980年代にBhe4/8形の導入に合わせて1等室が廃止されて全室2等室となり、旧1等室と2等室間の仕切壁は撤去されている。
- 1等室の座席はシートピッチ1600mm、2等室は1450mmのいずれも2+1列の3人掛けの固定式クロスシートで、1等室に1ボックス、2等室に6ボックスずつ設置されており、座席定員は1等室は6名、2等室は36名のほか、2等室の通路部の座席に5名分の折畳座席が、運転室・乗降デッキ内に計5名分の2等席があり、座席定員は52名、立席定員は18名で計70名となっている。座席は1等室、2等室のものともに合革貼りのものでいずれも背摺りはヘッドレストのない低いものとなっているほか、室内は壁面が濃いベージュ、天井が白で2等室の座席モケットは緑色系、運転席機器類は薄緑色となっている。
- 運転室は右側運転台の座って運転する形態のもので、スイスやドイツで一般的な円形のハンドル式のマスターコントローラーが車体中央（運転席正面左側）に設置され、運転席正面には手ブレーキハンドル2組やスイッチ、計器類が、左側には扉開閉ハンドルが設置されている。なお、運転室横の窓は下落とし式である。
- 屋根は後位側車端部に菱形のパンタグラフと機器箱を設置し、その他には屋根上全長に渡って大型の主抵抗器を設置している。なお、前位側車端部もパンタグラフの搭載が可能な構造となっており、後年全機がパンタグラフの増設を行っている。
- 製造時の塗装は、車体は下半部を青色、上半分をベージュとして、その境界部に黄色の細帯を入れ、乗降扉を銀色としたもので、側面下部中央には"ROCHERS DE NAYE"の、乗降扉脇には"2"および"3"の客室等級のそれぞれクロームメッキの切抜文字が設置され、側面車端の車体裾部には形式名と機番が入り、床下機器と台車はダークグレー、屋根および屋根上機器はグレーもしくは銀色であった。
- その後客室等級の変更に伴い、乗降扉脇の客室等級の切抜文字が"1"および"2"の変更され、全室2等室化に伴いそれも撤去されたほか、一部の機体は側面下部中央の切抜文字も撤去されて塗装による表記に変更されている。

### 走行機器
- 制御方式は抵抗制御式で、主電動機の駆動力はラック駆動用のピニオンにのみ伝達されて車輪は荷重を支えるだけの方式となっており、定格出力150kW、定格牽引力42.1kN、最高速度18km/hの性能を発揮するほか、電気ブレーキとして発電ブレーキを装備している。
- 主制御装置はBBC製の直接制御式のものを搭載しており、運転台のマスターコントローラーで架線電圧を直接制御して2台の主電動機を力行・回生時ともに13段で制御する。
- 台車はSLM製の鋼材組立式の軽量台車で、片側の車軸にのみにラックレール用ピニオンを装備する2軸ボギー式台車の、台車中心から山麓側のピニオン装荷軸までの軸距が長く、山頂側の車軸までの軸距が短い偏心式のものとなっており、車輪径もピニオンを装荷した山麓側車軸の車輪が653mm、山頂側の車輪が550mmと不均等となっている。台車枠は左右の側梁と、端梁、中梁とそれらの間に設置された補助梁の計5本の横梁とで構成され、台車枠前後の端梁のうち山頂側のものを主電動機支持梁として主電動機をレール方向に装荷するほか、枕ばねは重ね板ばね、軸ばねはコイルばねと重ね板ばねの組み合わせ、軸箱支持方式はペデスタル式となっており、牽引力はセンターピンで伝達される。
- 動力伝達方式は直角カルダン駆動方式となっており、駆動力は台車の山頂側端部の主電動機からプロペラシャフトで山頂側の車軸を乗り越え、その内側の台車横梁に装荷された第1減速歯車箱で1段減速され、そこからさらにカルダン・ジョイント付プロペラシャフトを経てピニオンが装荷された山麓側の車軸に吊掛式に装荷された第2減速歯車箱へ伝達され、傘歯車で枕木方向へ向きを変えた中間軸から車軸にフリーで嵌込まれたピニオンへ1段減速で伝達される。また、ラック方式はラックレールが2条のアプト式となっているほか、第1減速歯車箱の出力軸とラックレール用ピニオンにはそれぞれブレーキドラムを併設している。
- ブレーキ装置は制御装置による発電ブレーキおよび、2系統の手ブレーキと非常用のばねブレーキが装備されるが、空気ブレーキ装置は装備されず、また、発電ブレーキは山麓側運転台からのみの制御となり、それに伴い運転台機器も一部異なるものとなっている。手ブレーキのうち1系統はピニオン併設のブレーキドラムに作用するもの、もう1系統は第1減速歯車箱併設のブレーキドラムに作用するもので、電磁ソレノイドによって下り勾配で速度15km/hを超えた場合、運転台で押しボタン操作がされた場合、ペダル式のデッドマン装置が作用した場合のいずれかの場合に動作する油圧ブレーキを装備し、基礎ブレーキ装置としてピニオンに併設したブレーキドラムに作用するバンドブレーキが装備される。
- 室内灯などの電源用として主電動機端部に発電機が、床下に24V、容量60Ahの蓄電池が設置され、電源を供給している。

### 主要諸元
- 軌間：800mm
- 電気方式：DC850V架空線式
- 軸配置：2'z2'z
- 最大寸法：全長15050mm、全幅2350mm、車体幅2100mm、屋根高2900mm、集電装置折畳高3600mm
- 軸距：950+1050=2000mm
- 台車中心間距離：9090mm
- 動輪径：653mm
- 従輪径：550mm
- ピニオン有効径：573mm
- 自重：15.5t
- 定員
  - 製造時：1等 （称号改正前2等） 座席6名、2等（称号改正前3等）座席36名、補助席等10名、立席18名
  - 全室2等室化後：2等座席42名、補助席等10名、立席18名
- 走行装置
  - 主制御装置：抵抗制御
  - 主電動機：直流直巻整流子電動機×2台（定格出力：75kW×2、定格回転数：2080rpm）
  - 減速比：18.25（ピニオン）
  - 牽引力：42.1kN（定格）、58.8kN（最大）
  - 牽引トン数：5.5t[11]
  - 速度
    - 定格速度：12.3km/h
    - 最高運転速度：18km/h（登り）、15km/h（下り）
- ブレーキ装置：発電ブレーキ、回生ブレーキ、油圧ブレーキ、手ブレーキ

## 運行・廃車
- 製造後はグリオン-ロシェ・ド・ネー鉄道およびモントルー - グリオン鉄道の全線で旅客列車として運用されていたが、前者はスイス国鉄の主要幹線ローザンヌ - ブリーク線のテリテからのケーブルカーであるテリテ-グリオン鋼索鉄道[12] に接続するグリオンから標高2042mのロシェ・ド・ネー山の山頂近く のロシェ・ド・ネー に至る全長7.63km、標高689-1973m、最急勾配220パーミルの、後者はレマン湖畔で、スイス国鉄の主要幹線ローザンヌ - ブリーク線やモントルー・オーベルラン・ベルノワ鉄道と接続するモントルーから、グリオン-ロシェ・ド・ネー鉄道とケーブルカーが接続していたグリオンに至る全長2.73km、標高395-689m、最急勾配130パーミルの山岳路線である。ラック方式はラックレールが2条のアプト式で、ピッチ120mm、歯末たけ15mm、歯先レール面上高50mm（グリオン-ロシェ・ド・ネー鉄道）もしくは53mm（モントルー - グリオン鉄道）、歯厚25mmとなっている。なお、モントルー-グリオン鉄道開業時はモントルー駅構内などはラックレールが設置されていなかったが、その後BChe2/4形などラック区間専用の機体が使用されるようになると、ラックレールが敷設されている。また、現在でも平坦な駅構内や車庫内などはラックレールが片側1条のみの設置となっている。
- 本形式は1938年の導入後、グリオン-ロシェ・ド・ネー線およびモントルー - グリオン線で主力として使用されており、両線は一体の路線として運行されていた。また、従来のH2/3 1-6形およびH2/3 7-8形蒸気機関車が一部事業用として残されたほか、HGe2/2形電気機関車による列車は多客時および貨物列車、除雪列車などの事業用列車として運行されるようになっていた。本形式は単行のほか、山頂側に貨車1-2両程度を連結した編成で運行されており、貨車には手荷物のほか、沿線で生産された牛乳や、冬季の観光客のスキーなどが搭載されている。また、本格的な連結器を持たないため重連での運行は行われず、多客時には続行運転で運行されている。
- その後1983-10年にBhe4/8形301-305号機が導入されて主力として運行されるようになり、本形式は多客期の増発用などに使用されるようになるとともに、一部が廃車となっており、現在ではBhe2/4 203、204、207号機の3機が運用されている。
- その後1980--2000年代にかけてのスイス国内の私鉄再編の流れの中で、1987年にグリオン-ロシェ・ド・ネー鉄道およびモントルー - グリオン鉄道 は統合してモントルー-グリオン-ロシェ・ド・ネー鉄道[13]となり、1992年にはグリオンで接続しているテリテ-グリオン鋼索鉄道と統合してモントルー-テリテ-グリオン-ロシェ・ド・ネー鉄道[14]となっているが、さらに2001年には同社やモントルー-ヴヴェ-リヴィエラ交通[15]などこの地方の公共交通4社が統合してモントルー-ヴヴェ-リヴィエラ交通となっている。